# Tunde Odunlade
Tunde Odunlade (sinh năm 1954), là một nghệ sĩ, diễn viên và nhạc sĩ người Nigeria, nổi tiếng với những thiết kế nghệ thuật Batik. Ông chuyên về nghệ thuật dệt và nổi và là diễn viên biểu diễn của Đoàn văn hóa Nigeria biểu diễn trong lễ hội Festac.
Ông là thành viên của Mạng lưới Nghệ sĩ Thị giác của Hợp chủng quốc Hoa Kỳ (VAN) và là người thường xuyên tham gia Hội nghị Nghệ sĩ Quốc gia, New York.

## Triển lãm
Các tác phẩm của ông đã được triển lãm ở Nigeria và quốc tế, bao gồm:
- Trường Cao đẳng Chính phủ Liên bang Sokoto, 1978, 1980, 1981.
- Dự án đập Bakolori, Talata, Mafara, Sokoto, 1978.
- Trung tâm Giáo dục, Bộ Giáo dục, Maiduguri, 1981 - 1982.
- "Màu sắc mới từ thế giới cũ: Nghệ thuật đương đại từ Tây Phi" Phòng trưng bày tháng 10, London, 27 tháng 1 - 20 tháng 3 năm 1999
- Ngày 24 tháng 3 - ngày 8 tháng 5 năm 1999. " Vẻ đẹp làm tôi say mê ở bất cứ nơi nào tôi tìm thấy." Phòng trưng bày tháng 10, London
- "Mơ mộng giữa các thế giới." Bảo tàng Ngôi nhà Hammonds Atlanta, GA, tháng 2 - tháng 4 năm 2010.
- " Nghệ thuật như một công cụ để xây dựng quốc gia." Cao ủy Nigeria, Ottawa, Canada, tháng 10 năm 2011
- "New York Summer Show 2011". Phòng trưng bày Corrine Jennings, New York, NY, tháng 7 - tháng 8 năm 2011.
- Phòng trưng bày City Lights, Bridgeport, Connecticut, tháng 2 đến tháng 4 năm 2012.

## Tham hkhảo
1. ↑  "Indigo Arts Gallery". indigoarts.com. Truy cập ngày 1 tháng 10 năm 2020.
2. ↑  "Tunde Odunlade – The Museum of Geometric and MADI Art". www.geometricmadimuseum.org. Truy cập ngày 1 tháng 10 năm 2020.
3. ↑  "Tunde Odunlade Blog". Tunde Odunlade (bằng tiếng Anh). Truy cập ngày 1 tháng 10 năm 2020.
4. 1 2  Adeolu (ngày 6 tháng 4 năm 2017). "ODUNLADE, Tunde". Biographical Legacy and Research Foundation (bằng tiếng Anh). Truy cập ngày 1 tháng 10 năm 2020.
5. ↑  "Tunde Odunlade's "Music Lesson"". Smithsonian Music (bằng tiếng Anh). ngày 27 tháng 11 năm 2018. Truy cập ngày 1 tháng 10 năm 2020.
6. ↑  "Converging Paths". City Lights, Bridgeport, CT (bằng tiếng Anh). Truy cập ngày 1 tháng 10 năm 2020.
7. ↑  "Moonlight Entertainment – Works – National Museum of African Art - Smithsonian Institution". africa.si.edu (bằng tiếng Anh). Bản gốc lưu trữ ngày 7 tháng 10 năm 2020. Truy cập ngày 1 tháng 10 năm 2020.
8. ↑  Utilisateur, Super. "Exhibition: Tunde Odunlade's Oju'nu Agba Oye at the Museum of the Institute". ias-ibadan.org (bằng tiếng Anh). Bản gốc lưu trữ ngày 23 tháng 1 năm 2021. Truy cập ngày 1 tháng 10 năm 2020.
9. ↑  "Exhibitions". Hammonds House Museum (bằng tiếng Anh). Truy cập ngày 1 tháng 10 năm 2020.
10. ↑  "Exhibition Archives 1999". www.octobergallery.co.uk. Truy cập ngày 1 tháng 10 năm 2020.
11. ↑  "Unity In Diversity". Museum of Fine Arts (bằng tiếng Anh). Bản gốc lưu trữ ngày 11 tháng 10 năm 2020. Truy cập ngày 1 tháng 10 năm 2020.